# Minimal (Supermarkt)

Logo der Minimal-Supermärkte

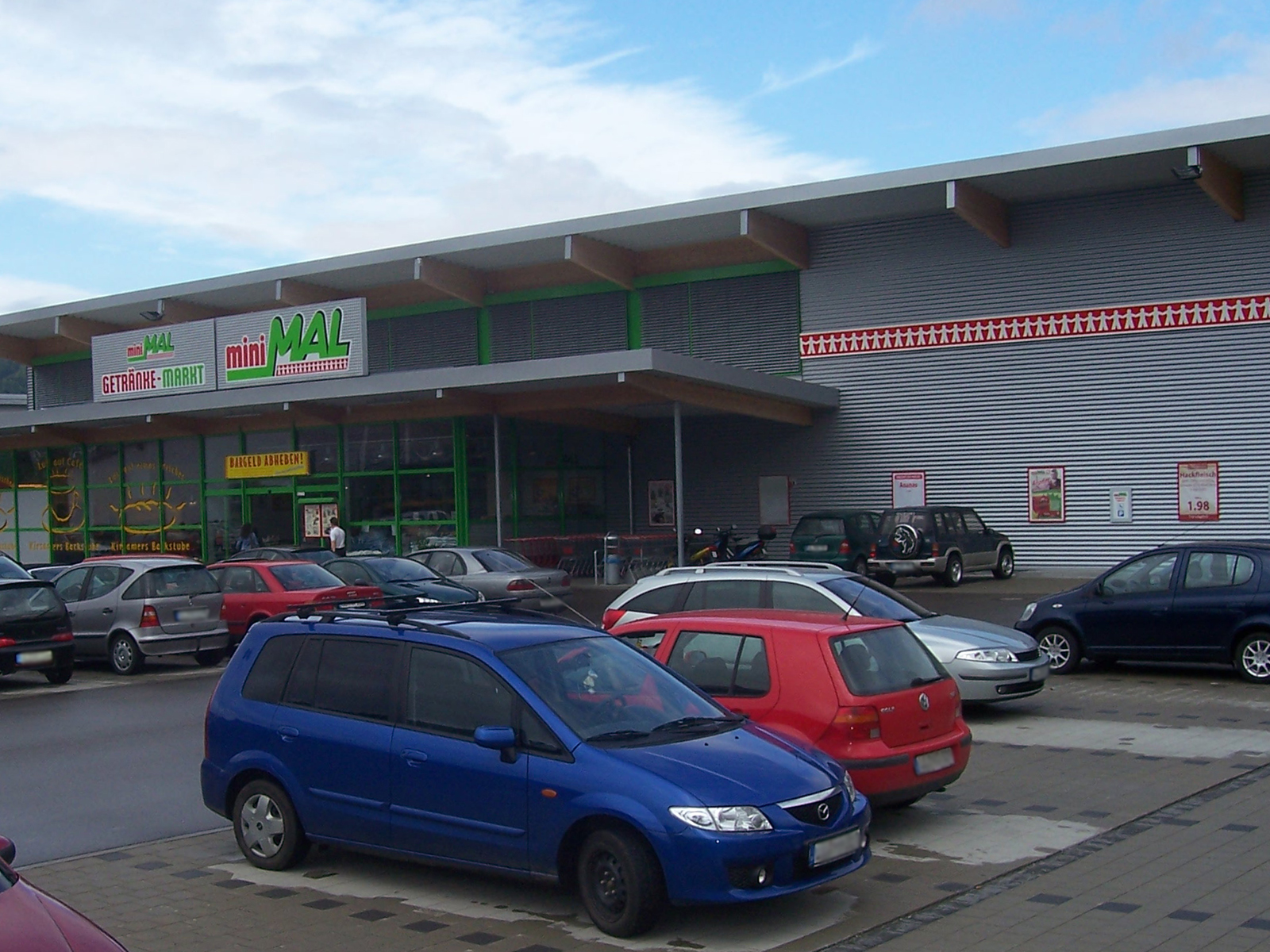
Minimal-Supermarkt-Filiale in Blaubeuren (2005)

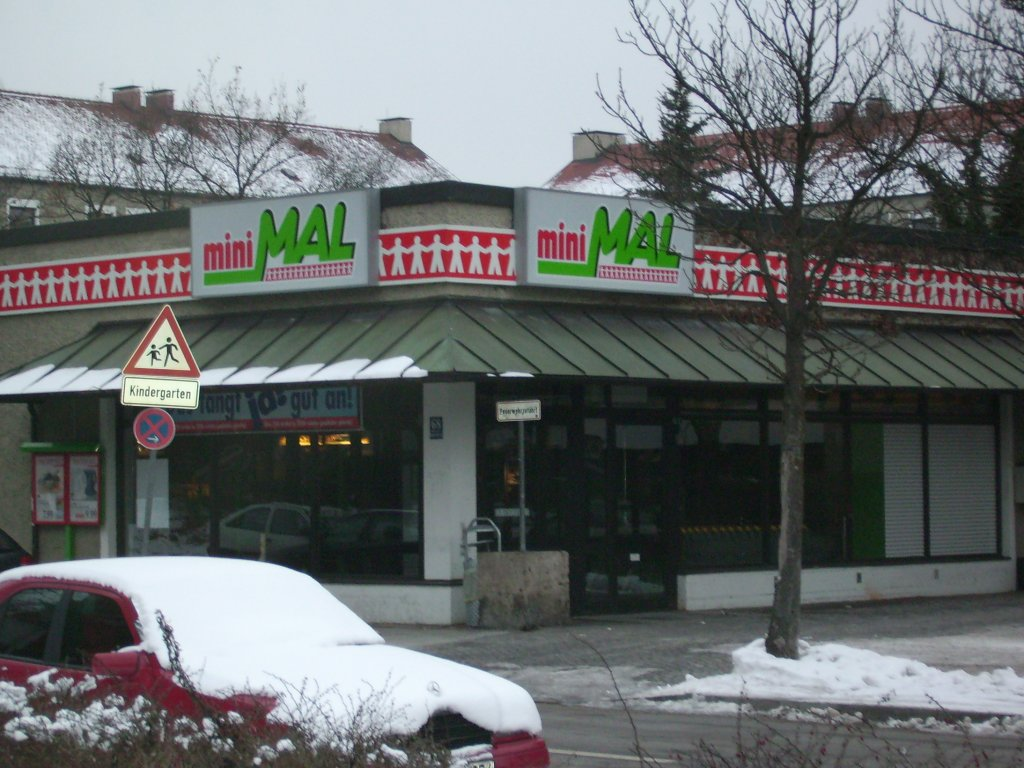
Kleinere Minimal-Filiale – ehemals HL-Markt – in München (2006)

Unter der Marke Minimal (Eigenschreibweise: miniMAL) betrieb die Rewe Group bis 2006 in Deutschland und Polen Supermärkte, die zur Kategorie der Vollversorger oder Vollsortimenter gehörten.

## Geschichte
Der erste Minimal wurde 1973 von der Bad Homburger Leibbrand-Gruppe eröffnet, zu der auch Filialketten wie HL-Markt, Penny-Markt und toom gehörten. Diese wurde 1974 zu 50 Prozent, 1989 schließlich vollständig von Rewe übernommen. Die Minimal-Märkte verfügten zunächst über eine Verkaufsfläche von etwa 800 bis 1000 Quadratmetern, was für damalige Verhältnisse außergewöhnlich groß war. Später hatten die meisten Märkte eine Verkaufsfläche von etwa 1.200 bis 1.500 Quadratmetern. Im Jahr 1990 begann die damals noch westdeutsche Supermarktkette in den neuen Bundesländern zu expandieren. So wurde 1990 der erste Minimal-Markt in Wanzleben (Sachsen-Anhalt) eröffnet. Der zuvor nur in Berlin genutzte Name Euro-Markt wurde im Jahr 1992, als zum 1. Juni 1992 15 Standorte auf Minimal umgeflaggt und neueröffnet wurden, aufgegeben. Am 12. November 1992 wurden zwei weitere Neueröffnungen gefeiert. Bei den Märkten in Hellersdorf und Lichtenberg handelte es sich um ehemalige Kafu-Standorte.
In den Jahren 2004 und 2005 wandelte Rewe die meisten ihrer kleineren Filialsupermärkte der Vertriebslinien HL-Markt, Stüssgen, Kafu-Markt und Otto Mess in Minimal-Märkte um. Seitdem war die Marke Minimal nicht mehr nur den größeren Filialsupermärkten der Rewe vorbehalten, sondern umfasste auch Märkte mit einer Verkaufsfläche ab 400 Quadratmetern.
Im Januar 2006 beschloss die Rewe Group, alle Vollsortiment-Supermärkte in Deutschland unabhängig von ihrer Größe und unabhängig davon, ob als Filiale oder von selbständigen Kaufleuten geführt, unter der bisher letzteren vorbehaltenen Marke Rewe zusammenzufassen. In Umsetzung dieser Markenstrategie wurden am 25. September 2006 etwa 3.000 Supermärkte gleichzeitig auf die neue Vertriebsmarke Rewe umgeflaggt.

## Polen
Die erste Minimal-Filiale in Polen wurde im Jahr 1996 eröffnet. Im Jahr 2006 wurden die Märkte auf die in Österreich verbreitete Rewe-Vertriebsmarke Billa umgestellt, sodass es seit Ende 2006 auch in Polen keine Minimal-Märkte mehr gibt.